# SVG Reichenau
Die Sportvereinigung Reichenau ist ein österreichischer Sportverein aus der Tiroler Landeshauptstadt Innsbruck. Die Schwerpunkte liegen auf Fußball, Taekwondo und Freizeitsport. Die Wettkämpfer der Sektion Taekwondo gehören nach Vereinsaussage „zu den Besten in Österreich“. Die Fußballmannschaft spielt 2022/23 in der drittklassigen Regionalliga West. Die Vereinsfarben sind rot, weiß und schwarz, die Heimspiele werden am Sportplatz Reichenau ausgetragen.

## Geschichte Sektion Fußball
1976–1985: Gründung und Aufstieg in die Landesliga
| 1976–1985                                                     | 1976–1985                 | 1976–1985                 | 1976–1985                 | 1976–1985                 | 1976–1985                 | 1976–1985                 | 1976–1985                 |
| Saison                                                        | Platz (Teiln.)            | Sp                        | S                         | U                         | N                         | Tore                      | Pkt.                      |
| 2. Klasse West                                                | 2. Klasse West            | 2. Klasse West            | 2. Klasse West            | 2. Klasse West            | 2. Klasse West            | 2. Klasse West            | 2. Klasse West            |
| ------------------------------------------------------------- | ------------------------- | ------------------------- | ------------------------- | ------------------------- | ------------------------- | ------------------------- | ------------------------- |
| 1976/77                                                       | keine vollständigen Daten | keine vollständigen Daten | keine vollständigen Daten | keine vollständigen Daten | keine vollständigen Daten | keine vollständigen Daten | keine vollständigen Daten |
| 1977/78 K1                                                    | keine vollständigen Daten | keine vollständigen Daten | keine vollständigen Daten | keine vollständigen Daten | keine vollständigen Daten | keine vollständigen Daten | keine vollständigen Daten |
| 1978/79                                                       | keine vollständigen Daten | keine vollständigen Daten | keine vollständigen Daten | keine vollständigen Daten | keine vollständigen Daten | keine vollständigen Daten | keine vollständigen Daten |
| 1979/80                                                       | keine vollständigen Daten | keine vollständigen Daten | keine vollständigen Daten | keine vollständigen Daten | keine vollständigen Daten | keine vollständigen Daten | keine vollständigen Daten |
| 1980/81 K1                                                    | keine vollständigen Daten | keine vollständigen Daten | keine vollständigen Daten | keine vollständigen Daten | keine vollständigen Daten | keine vollständigen Daten | keine vollständigen Daten |
| 1981/82                                                       | keine vollständigen Daten | keine vollständigen Daten | keine vollständigen Daten | keine vollständigen Daten | keine vollständigen Daten | keine vollständigen Daten | keine vollständigen Daten |
| 1982/83                                                       | 01.                       | keine vollständigen Daten | keine vollständigen Daten | keine vollständigen Daten | keine vollständigen Daten | keine vollständigen Daten | keine vollständigen Daten |
| 1. Klasse West                                                |                           |                           |                           |                           |                           |                           |                           |
| 1983/84                                                       | keine vollständigen Daten | keine vollständigen Daten | keine vollständigen Daten | keine vollständigen Daten | keine vollständigen Daten | keine vollständigen Daten | keine vollständigen Daten |
| Gebietsliga West                                              |                           |                           |                           |                           |                           |                           |                           |
| 1984/85                                                       | 01.                       | keine vollständigen Daten | keine vollständigen Daten | keine vollständigen Daten | keine vollständigen Daten | keine vollständigen Daten | keine vollständigen Daten |
| Legende                                                       |                           |                           |                           |                           |                           |                           |                           |
|                                                               | Aufstieg                  |                           |                           |                           |                           |                           |                           |
| K1 Änderung des Meisterschaftsmodus und Umbenennung der Liga. |                           |                           |                           |                           |                           |                           |                           |

Die Sektion der Spielvereinigung aus dem Innsbrucker Stadtteil Reichenau, offiziell Sportvereinigung Reichenau (SVR) Zweigverein Fußball, wurde 1976 ins Leben gerufen und startete in der 2. Klasse, der untersten Liga des Tiroler Fußballverbands.
Von 1983 bis 1985 feierte der SV Reichenau drei Meistertitel in Folge und stieg so von der 2. Klasse über die 1. Klasse und die Gebietsliga in die Landesliga West auf.
1985–1995: Aufstieg in die Tiroler Liga
| 1985–1995                                                     | 1985–1995                 | 1985–1995                 | 1985–1995                 | 1985–1995                 | 1985–1995                 | 1985–1995                 | 1985–1995                 |
| Saison                                                        | Platz (Teiln.)            | Sp                        | S                         | U                         | N                         | Tore                      | Pkt.                      |
| Landesliga West                                               | Landesliga West           | Landesliga West           | Landesliga West           | Landesliga West           | Landesliga West           | Landesliga West           | Landesliga West           |
| ------------------------------------------------------------- | ------------------------- | ------------------------- | ------------------------- | ------------------------- | ------------------------- | ------------------------- | ------------------------- |
| 1985/86 K1                                                    | keine vollständigen Daten | keine vollständigen Daten | keine vollständigen Daten | keine vollständigen Daten | keine vollständigen Daten | keine vollständigen Daten | keine vollständigen Daten |
| 1986/87                                                       | keine vollständigen Daten | keine vollständigen Daten | keine vollständigen Daten | keine vollständigen Daten | keine vollständigen Daten | keine vollständigen Daten | keine vollständigen Daten |
| 1987/88                                                       | keine vollständigen Daten | keine vollständigen Daten | keine vollständigen Daten | keine vollständigen Daten | keine vollständigen Daten | keine vollständigen Daten | keine vollständigen Daten |
| 1988/89                                                       | keine vollständigen Daten | keine vollständigen Daten | keine vollständigen Daten | keine vollständigen Daten | keine vollständigen Daten | keine vollständigen Daten | keine vollständigen Daten |
| 1989/90                                                       | 03. (12)                  | keine vollständigen Daten | keine vollständigen Daten | keine vollständigen Daten | keine vollständigen Daten | keine vollständigen Daten | keine vollständigen Daten |
| 1990/91                                                       | 02. (12)                  | 22                        | 13                        | 04                        | 05                        | 44:28                     | 30                        |
| 1991/92                                                       | 07. (12)                  | 22                        | 07                        | 07                        | 08                        | 52:41                     | 21                        |
| 1992/93                                                       | 02. (12)                  | 22                        | 15                        | 02                        | 05                        | 70:28                     | 32                        |
| 1993/94                                                       | 04. (12)                  | 22                        | 11                        | 04                        | 07                        | 41:24                     | 26                        |
| 1994/95                                                       | 01. (12)                  | 22                        | 17                        | 03                        | 02                        | 78:19                     | 37                        |
| Legende                                                       |                           |                           |                           |                           |                           |                           |                           |
|                                                               | Aufstieg                  |                           |                           |                           |                           |                           |                           |
| K1 Änderung des Meisterschaftsmodus und Umbenennung der Liga. |                           |                           |                           |                           |                           |                           |                           |

Dort erreichte man 1990 bereits Platz 3, ein Jahr darauf wurde der SV Reichenau Vizemeister hinter dem Traditionsverein FC Wacker Innsbruck und 1995 folgten Meistertitel und Aufstieg in die Tiroler Liga.
1995–2006: Spielgemeinschaft mit Aldrans
| 1995–2006 | 1995–2006      | 1995–2006    | 1995–2006    | 1995–2006    | 1995–2006    | 1995–2006    | 1995–2006    |
| Saison | Platz (Teiln.) | Sp           | S            | U            | N            | Tore         | Pkt.         |
| Tiroler Liga | Tiroler Liga   | Tiroler Liga | Tiroler Liga | Tiroler Liga | Tiroler Liga | Tiroler Liga | Tiroler Liga |
| --- | -------------- | ------------ | ------------ | ------------ | ------------ | ------------ | ------------ |
| 1995/96 K1 | 05. (15)       | 28           | 12           | 08           | 08           | 53:43        | 44           |
| 1996/97 | 09. (16)       | 30           | 12           | 08           | 10           | 48:44        | 44           |
| 1997/98 | 01. (16)       | 30           | 18           | 06           | 06           | 68:48        | 54           |
| Regionalliga West |                |              |              |              |              |              |              |
| 1998/99 | 14. (16)       | 30           | 07           | 02           | 21           | 41:89        | 23           |
| 1999/2000 | 03. (16)       | 30           | 15           | 07           | 08           | 68:54        | 52           |
| 2000/01 | 09. (16)       | 30           | 11           | 05           | 14           | 46:63        | 38           |
| 2001/02 | 12. (16)       | 30           | 11           | 01           | 18           | 49:69        | 34           |
| 2002/03 (1) | 07. (16)       | 30           | 12           | 08           | 10           | 48:48        | 44           |
| 2003/04 | 08. (16)       | 30           | 12           | 04           | 14           | 46:56        | 40           |
| 2004/05 | 06. (16)       | 30           | 16           | 04           | 10           | 56:49        | 52           |
| 2005/06 (2) | 12. (16)       | 30           | 10           | 07           | 13           | 48:61        | 37           |
| Legende |                |              |              |              |              |              |              |
| | Aufstieg       |              |              |              |              |              |              |
| K1 Änderung des Meisterschaftsmodus und Umbenennung der Liga. (1) Spielgemeinschaft mit dem SV Aldrans. (2) Auflösung der Spielgemeinschaft. |                |              |              |              |              |              |              |

Nur drei Jahre später gelang 1998 der Aufstieg in die Regionalliga West – der SV Reichenau hatte sich damit in den 22 Jahren ihres Bestehens von der untersten in die dritthöchste Spielklasse Österreichs hinaufgespielt. Ihre bislang beste Platzierung erreichten die Innsbrucker mit dem dritten Rang in der Abschlusstabelle 2000, allerdings fernab jeglicher Titelchance: Mit 52 Punkten lag man 16 Punkte hinter dem Zweiten, SCR Altach, und 21 Punkte hinter dem Meister, FC Lustenau.
Abseits des Meisterschaftsbetriebs feierte der SV Reichenau ihren größten Triumph mit dem Gewinn des Tiroler Cups der Amateurmannschaften 2002: Im Finale wurde am 30. Mai 2002 Regionalligakonkurrent WSG Wattens mit 2:1 besiegt.
In den Saisonen 2002/03 bis 2005/06 bildete der SV Reichenau zusammen mit dem 1978 gegründeten Gebietsligisten SV Aldrans die Spielvereinigung Reichenau / Aldrans. In diese Zeit fällt die spielerisch erfolgreichste Regionalliga-Saison der bisherigen Geschichte: Nach dem Herbstmeistertitel 2004/05 führte die Mannschaft bis zehn Runden vor Schluss die Tabelle an. Am Ende hatte man – genau wie im Jahr 2000 – 52 Punkte am Konto. Damit lag man nur sechs Punkte hinter dem Meister, FC Kufstein, im Endklassement bedeutete dies aber lediglich Rang 6.
2006–2010 Spielgemeinschaft mit Union Innsbruck
| 2006–2010 | 2006–2010         | 2006–2010         | 2006–2010         | 2006–2010         | 2006–2010         | 2006–2010         | 2006–2010         |
| Saison | Platz (Teiln.)    | Sp                | S                 | U                 | N                 | Tore              | Pkt.              |
| Regionalliga West | Regionalliga West | Regionalliga West | Regionalliga West | Regionalliga West | Regionalliga West | Regionalliga West | Regionalliga West |
| --- | ----------------- | ----------------- | ----------------- | ----------------- | ----------------- | ----------------- | ----------------- |
| 2006/07 (1) | 11. (16)          | 30                | 10                | 06                | 14                | 51:59             | 36                |
| 2007/08 | 13. (16)          | 30                | 11                | 04                | 15                | 49:62             | 37                |
| 2008/09 | 07. (16)          | 30                | 13                | 05                | 12                | 63:55             | 44                |
| 2009/10 (2) | 11. (16)          | 30                | 10                | 06                | 14                | 73:75             | 36                |
| K1 Änderung des Meisterschaftsmodus und Umbenennung der Liga. (1) Spielgemeinschaft mit Union Innsbruck. (2) Auflösung der Spielgemeinschaft. |                   |                   |                   |                   |                   |                   |                   |

Historisches Logo der Spielvereinigung

Von der Saison 2006/07 bis zur Saison 2009/10 bildete der SV Reichenau eine Spielvereinigung mit dem FC Union Innsbruck. Die erste Mannschaft der SV Reichenau / Union Innsbruck, die in diesen Jahren in der Regionalliga West spielte, trat in den rot-weiß-schwarzen Dressen der SV Reichenau an und nannte den dortigen Sportplatz ihr Zuhause. Die zweite Mannschaft, die in diesen Jahren zunächst zwei bzw. eine Klasse tiefer spielte, trug die blauen Vereinsfarben des FC Union und bestritt ihre Heimspiele am Sportplatz Fennerkaserne im Innsbrucker Stadtzentrum.
Der SV Reichenau / Union Innsbruck erreichte in diesen Jahren die Regionalliga-Platzierungen 11, 13, 7 und 11.
Als krönender Abschluss glückte 2010 der erneute Einzug ins Finale des Tiroler Cups. Gegen den FC Kufstein konnten die Innsbrucker in einem dramatischen Finish ein 0:2 noch ausgleichen, unterlagen jedoch letztendlich im Elfmeterschießen.
Bereits zuvor hatte sich zu Beginn der Frühjahrsmeisterschaft im März 2010 die paradoxe Situation ergeben, dass das zweite Team der Spielgemeinschaft (die Union) vor dem Aufstieg in die Regionalliga West stand, während das erste Team (die Reichenau) vom Abstieg aus ebendieser Liga bedroht war. Aus diesem Grund beschlossen die Verantwortlichen die Auflösung der Spielgemeinschaft per Saisonende 2009/10. Da sich die SPG Reichenau / Union Innsbruck 1b am allerletzten Spieltag 2009/10 zum Meister der mittlerweile in UPC Tirol Liga umbenannten Landesliga krönte, gehen die beiden Mannschaften als gleichwertige Konkurrenten in die Regionalliga-Saison 2010/11.
seit 2010 Spielvereinigung SVG Reichenau
| seit 2010         | seit 2010             | seit 2010         | seit 2010         | seit 2010         | seit 2010         | seit 2010         | seit 2010         |
| Saison            | Platz (Teiln.)        | Sp                | S                 | U                 | N                 | Tore              | Pkt.              |
| Regionalliga West | Regionalliga West     | Regionalliga West | Regionalliga West | Regionalliga West | Regionalliga West | Regionalliga West | Regionalliga West |
| ----------------- | --------------------- | ----------------- | ----------------- | ----------------- | ----------------- | ----------------- | ----------------- |
| 2010/11           | 15. (16)              | 30                | 06                | 05                | 19                | 52:82             | 23                |
| UPC Tirol Liga    |                       |                   |                   |                   |                   |                   |                   |
| 2011/12           | 01. (16)              | 30                | 19                | 07                | 04                | 79:29             | 64                |
| 2012/13           | 03. (16)              | 30                | 16                | 08                | 06                | 52:36             | 56                |
| 2013/14           | 02. (16)              | 30                | 21                | 05                | 04                | 89:34             | 68                |
| 2014/15           | 01. (16)              | 30                | 19                | 05                | 06                | 75:32             | 62                |
| Regionalliga West |                       |                   |                   |                   |                   |                   |                   |
| 2015/16           | 16. (16)              | 30                | 02                | 07                | 21                | 28:88             | 13                |
| UPC Tirol Liga    |                       |                   |                   |                   |                   |                   |                   |
| 2016/17           | 03. (16)              | 30                | 20                | 04                | 06                | 68:34             | 64                |
| 2017/18           | 01. (16)              | 30                | 24                | 03                | 03                | 106:21            | 75                |
| Regionalliga West |                       |                   |                   |                   |                   |                   |                   |
| 2018/19           | 09. (16)              | 30                | 12                | 06                | 12                | 50:45             | 42                |
| Legende           |                       |                   |                   |                   |                   |                   |                   |
|                   | Meister bzw. Aufstieg |                   |                   |                   |                   |                   |                   |
|                   | Abstieg               |                   |                   |                   |                   |                   |                   |

Die erste Saison nach der Spielvereinigung verlief wenig erfolgreich. Während der frühere Junior-Partner Union die Klasse halten konnte, stiegen die Reichenauer als Vorletzter in die UPC Tirol Liga ab. Dort spielten sie in der Saison 2011/12 von Beginn an an der Spitze mit; im Mai 2012 erklärte jedoch der Vorstand des Tabellenführers, auch im Falle des Meistertitels auf den Aufstieg zu verzichten. Begründet wurde dies mit wirtschaftlichen Aspekten sowie mit der ungeklärten Zukunft Tirols in der Regionalliga West. Abseits des Ligaalltags sorgte die SVG im Herbst 2011 für eine Sensation, als sie in Runde 2 des ÖFB-Cups den Bundesligisten Kapfenberger SV mit 2:1 nach Verlängerung aus dem Bewerb warf. Auch im Achtelfinale konnte der Landesligist vor 1000 Zuschauern am bereits Wochen zuvor ausverkauften Sportplatz Reichenau das Spiel gegen Rekordcupsieger FK Austria Wien lange offen halten, bevor ein Doppelschlag in der 77. und 79. Minute das 0:2 und Pokalaus besiegelte.
Aus sportlicher Sicht wurde die Reichenau in der Saison 2011/12 Meister, verzichtete aber auf den Aufstieg in die Regionalliga.
3 Saisonen später wurde der Verein 2015 erneut Meister und stieg diesmal auf. Mit einem Sieg über den SVI konnte auch der Tiroler Cup gewonnen werden.
Trainer
Trainer der Kampfmannschaft der Herren seit 2007:
| - 01. Juli 2007 – 30. Juni 2010: Thomas Lenninger - 01. Juli 2010 – 19. Sep. 2010: Goran Milutinovic - 20. Sep. 2010 – 31. Dez. 2010: Stefan Marasek - 01. Juli 2011 – 30. Juni 2012: Thomas Lenninger - 01. Juli 2012 – 24. Okt. 2015: Florian Schwarz - 27. Okt. 2015 – 30. Juni 2016: Karl Kraxner |

Bekannte Spieler
Bekannte Spieler, die in der Reichenau gespielt haben:
| - Alexander Gruber 2001–2003 und 2007–2009 - Reinhold Harrasser 1999–2000 und 2002–2003 - Robert Wazinger 2006–2008 |

## Stadion
Bei Vereinsgründung 1976 verfügte der Stadtteil Reichenau noch über keine geeignete Sportstätte, die Heimspiele der SVG fanden deshalb auf der Haller Lend, dem Stadion des SV Hall, statt. 1979 wurde eine eigene Sportanlage in der Reichenau eröffnet, nach Vereinsaussage ein „berüchtigter Sandplatz“, der erst mit dem Aufstieg in die Landesliga 1985 begrünt wurde. Ab November 2010 bis Juni 2011 wurden die aus den 1980ern stammenden Kabinen und die Kantine abgerissen und durch ein zeitgenössisches Gebäude ersetzt; zudem wurde eine überdachte Tribüne für 250 Personen errichtet.

## Titel und Erfolge
- 1 × Meister der 2. Klasse (8): 1983
- 1 × Meister der 1. Klasse (7): 1984
- 1 × Meister der Gebietsliga (6): 1985
- 1 × Meister der Landesliga West (5): 1995
- 1 × Vize-Meister der Landesliga West (5): 1991
- 3 × Meister der Tiroler Liga (4): 1998, 2012, 2015, 2018

- 3 × Tiroler Landespokalsieger: 2002, 2015, 2024